# Inverpolly

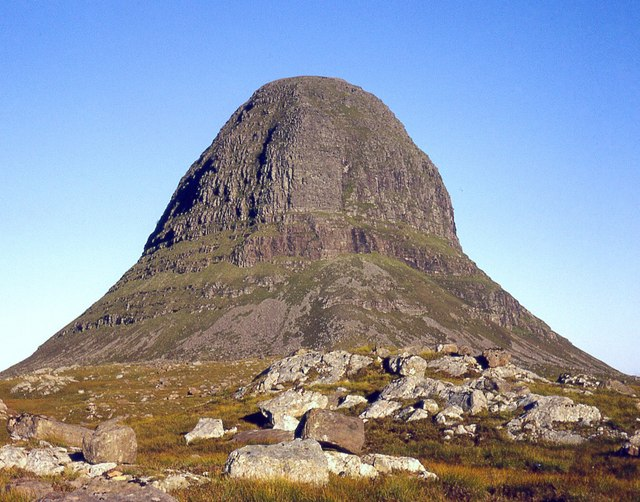
Caisteal Liath, vista des de Suilven un típic Inselberg (turó testimoni); la càmera estava situada a.

Inverpolly és el nom que es dona a una àmplia regió del Sutherland occidental en l'extrem nord-oest de les Terres Altes escoceses, al nord de Ullapool. L'àrea conté diversos pujols destacats, que s'alcen des d'un paisatge irregular de pantans i llacunes. Durant molts anys la regió va ser una reserva natural nacional, però des de 2004, la part protegida s'ha limitat a l'àrea de Knockan Crag.
La major part d'Inverpolly forma part de la finca d'Assynt (Assynt Estate), de 400 km². Entre els principals cims de la zona estan el Suilven, Stac Pollaidh i Cul Mòr. En el cor de Inverpolly està el Loch Sionascaig.